# M-ratio
En el póquer sin límite y en el de límite de bote, la ratio M de un jugador (también llamada "número M" o simplemente "M") es un indicativo de la salud de su montón de fichas en función del coste de jugar cada ronda. En términos sencillos, un jugador puede permanecer pasivamente en el juego realizando solo apuestas preceptivas durante "M" rondas del croupier antes de quedarse sin fichas. Una "M" alta indica que un jugador puede permitirse esperar durante un número elevado de rondas antes de hacer un movimiento. Un jugador con una "M" baja debe actuar rápido o se verá debilitado por la imposibilidad de doblegar a sus oponentes con apuestas agresivas. El concepto se aplica principalmente en torneos de póquer ya que en una partida convencional el jugador puede en principio manipular su "M" a voluntad, simplemente comprando más fichas.
El término fue acuñado por Paul Magriel, y su fórmula es:
{\displaystyle M={\frac {PilaDeFichas}{CiegaPequena+CiegaGrande+SumaDeLosAntes}}}
Por ejemplo, un jugador en una mesa de 8 jugadores, con las ciegas en 50$/100$, un ante de 10$, y una pila de 2300$, tiene un ratio M de 10.
{\displaystyle M={\frac {2300}{100+50+(10\times 8)}}=10}
Es decir, si el jugador hace únicamente las apuestas obligatorias, será eliminado en 10 rondas u 80 manos.
El jugador de póquer Dan Harrington estudió el concepto en gran detalle en su libro, "Harrington on Holdem: Volume II The Endgame", definiendo diversas "zonas" en las que "M" puede moverse:
| Ratio M     | Nombre de la zona | Estrategia "óptima"                                                                              |
| ----------- | ----------------- | ------------------------------------------------------------------------------------------------ |
| M ≥ 20      | Zona Verde        | La situación más deseable. Permite jugar de forma conservadora o agresiva según se prefiera.     |
| 10 ≤ M < 20 | Zona Amarilla     | Se debe arriesgar más. Las manos con parejas o combinaciones menores pierden valor.              |
| 5 ≤ M < 10  | Zona Naranja      | Hay que centrarse en ser el primero en lo que se decida jugar, es importante conservar fichas.   |
| 1 ≤ M < 5   | Zona Roja         | Solo hay dos opciones: apostarlo todo o retirarse.                                               |
| M < 1       | Zona Muerta       | Dependencia total de la suerte, la única estrategia posible es apostarlo todo con el bote vacío. |